# Piast di Polonia
Piast il Carraio (in polacco Piast Kołodziej; ... – 861) è il leggendario fondatore dei Piasti, la dinastia che governò sul Regno di Polonia dal IX secolo fino al 1370.
Viene citato da Gallo Anonimo nella sua Cronaca polacca. È il figlio di Chościsko, come è attestato dal nome latino: Past Ckosisconis, Pazt filius Chosisconisu.

## Origine del nome
Ci sono due ipotesi riguardanti l'origine del nome. La prima sostiene che si riferisca a piasta (mozzo in polacco), mentre la seconda lo associa a piastum (portiere o custode). Quest'ultima suggerisce che Piast potesse essere stato un "amministratore della casa" alla corte di qualche potente prima di prendere il potere

## Biografia leggendaria
La vita leggendaria di Piast è narrata nella Cronaca polacca.
Secondo la cronaca, un giorno due individui sconosciuti vennero a fargli visita e che chiesero di poter prendere parte alla celebrazione del settimo compleanno del figlio di Piast, Siemowit. Grati dell'ospitalità i due fecero un incantesimo alla cantina di Piast, che si riempì d'abbondanza. Fu allora che i compatrioti di Piast lo dichiararono la loro nuova guida in sostituzione dell'allora principe Popiel.
I Piasti della leggenda erano di Gniezno, una cittadella fortificata fondata tra l'VIII e il IX secolo all'interno del territorio dei Polani.
Secondo la cronaca, Piast sarebbe morto nell'861 all'età di 120 anni. Sarebbe il trisnonno del principe Miecislao I (c. 930–992), il primo storico sovrano di Polonia, il cui figlio, Boleslao il Coraggioso (967–1025), è il primo re polacco.